# Църквище
Църквище е село в Западна България. То се намира в Община Златица, Софийска област.

## География
Село Църквище се намира в планински район. Разположено е в полите на Стара планина.
Съседни на него населени места са гр.Златица, с.Челопеч и гр.Етрополе, към които има директни пътища.Прохода Етрополе-Златица е в доста лошо състояние, тъй като липсва поддръжка.
Това е последното селище, преди прохода Етрополе-Златица, в посока север.
Поради местоположението си, селото е било ключов фактор за въстанията от преди Освобождението, до последните военни действия, водени от България. В днешно време по незалесените поляни, над селото, все още се виждат следи от окопите, копани за укриване на войските.

## Население
Населението на с. Църквище наброява около 300 души.

## История
При селото са разкрити останки от кръстовидна църква от V век.
По неофициални данни селото е било създадено по време на османското владичество, за охранителен пост на прохода Етрополе-Златица и носи името Клисе кьой.
След Освобождението на България, турското население се изселва напълно и селото остава пусто за кратък период от време, след което постепенно е населено с преселници от с.Челопеч, гр.Златица, с. Петрич и др.
От 1978 до 1991 е било част от град Средногорие, което административното обединение на общините Златица и Пирдоп.

## Личности
Родени в Църквище
- Герасим Ненчов, български революционер от ВМОРО, четник на Иван Наумов Алябака[3]
- Петър Калчев Трасиев или Тръсиев, български революционер от ВМОРО, четник на Цено Куртев[4]

## Културни и природни забележителности
На 24 ноември е празникът на селото, Св. Екатерина. Прави се курбан за здраве на селото. Всеки е добре дошъл. Черквата е осветена на 3-ти юни 1934 година. 
През 2014 година до двора на черквата са открити некропол и артефакти от Античността. Екип от археолози от Националния археологически институт и музей при БАН и Софийския университет откриват две сводести антични пещи за производство на строителна керамика.
Съществува Паметник на незнайния воин, в най-северния край на селото, до прохода Етрополе-Златица, на който местните жители поднасят венци, на 3 март.
Съществува църква, в основите на която е била разположена много по-голяма Кръстовидна църква, която е разрушавана на няколко пъти през османско владичество.
В днешно време все още могат да се намерят останки от нея, както и оръжия и човешки кости, от минали битки.
Читалището на селото е Кръстено на Никола Вапцаров.

## Други
Съществува основно училище, което e затворено, и учениците се транспортират с училищен автобус до гр. Златица.
На центъра на селото, срещу читалището, където се намира и автобусната спирка, има градина, с фонтан, пейки, и детска площадка, с пързалка и пясъчник.
На края на селото към прохода Етрополе-Златица, се намира семеен хотел, с изглед към Стара планина и с приемливи цени.